# بني زكار (سوق القلة)
بني زكار هي إحدى مشيخات المملكة المغربية، تتبع جغرافيا لإقليم العرائش وإداريًا لسوق القلة. يقدر عدد سكانها بـ 3951 نسمة حسب الإحصاء الرسمي للسكان والسكنى لسنة 2004.